# Bléneau
Bléneau es una localidad y comuna francesa situada en la región de Borgoña, departamento de Yonne, en el distrito de Auxerre. Es el chef-lieu y mayor población del cantón de Bléneau.

## Demografía
| 999 | 1 054 | 1 025 | 1 213 | 1 313 | 1 293 | 1 581 | 1 709 | 1 770 | 1 892 | 2 058 | 2 010 | 2 018 | 2 143 | 2 140 | 2 084 | 1 994 | 2 009 | 2 003 | 2 007 | 1 676 | 1 781 | 1 717 | 1 651 | 1 610 | 1 356 | 1 354 | 1 545 | 1 664 | 1 686 | 1 585 | 1 459 | 1 476 |
| Para los censos de 1962 a 1999 la población legal corresponde a la población sin duplicidades (Fuente: INSEE [Consultar]) |       |       |       |       |       |       |       |       |       |       |       |       |       |       |       |       |       |       |       |       |       |       |       |       |       |       |       |       |       |       |       |       |